# Ons Džabúrová
Ons Džabúrová (arabsky أُنْس جابر‎, Ons Jabeur, * 28. srpna 1994 Ksar Hellal) je tuniská profesionální tenistka, od července 2025 neaktivní. V grandslamové dvouhře si zahrála finále Wimbledonu 2022 i 2023 a také US Open 2022. V juniorském tenise ovládla French Open 2011, kde si o rok dříve zahrála finále. Ve své dosavadní kariéře na okruhu WTA Tour vyhrála pět turnajů ve dvouhře. Prvním triumfem na Viking Classic Birmingham 2021 se stala historicky první Arabkou a Tunisankou, která dokázala zvítězit na turnaji WTA. V rámci okruhu ITF získala jedenáct titulů ve dvouhře a jeden ve čtyřhře.
Na žebříčku WTA byla ve dvouhře nejvýše klasifikována v červnu 2022 na 2. místě a ve čtyřhře v únoru 2020 na 116. místě. V říjnu 2021 se stala vůbec prvním arabským tenistou bez ohledu na pohlaví, který pronikl do první desítky světového hodnocení. Trénuje ji krajan Issam Jellali. Dříve tuto roli plnil Bertrand Perret.
Na Australian Open 2020, kde ji vyřadila vítězka turnaje Sofia Keninová, se stala první Arabkou v osmifinále i čtvrtfinále dvouhry na grandslamu a prvním africkým tenistou v této fázi od Maročana Hišáma Arázího na Australian Open 2004.
V tuniském týmu Billie Jean King Cupu debutovala v roce 2011 základním blokem 3. skupiny zóny Evropy a Afriky proti Egyptu, v němž zdolala Mennu El Nagdyovou. Tunisanky zvítězily 2:1 na zápasy. Do září 2024 v soutěži nastoupila k třiceti třem mezistátním utkáním s bilancí 28–5 ve dvouhře a 9–8 ve čtyřhře.
V červenci 2025 oznámila přerušení kariéry po sérii zranění a snaze znovu najít radost ze života.

## Tenisová kariéra
V roce 2008 vyhrála juniorský turnaj Petits Ducs v Dijonu a stala se dvojnásobnou mistryní Afriky juniorek v kategorii do 16 let.
Na juniorce French Open 2010 se probojovala do finále dvouhry, ve kterém nestačila na Elinu Svitolinovou. V následujícím ročníku již French Open 2011 v juniorské dvouhře vyhrála, když ve finále zdolala Mónicu Puigovou po dvousetovém průběhu. Stala se tak první Severoafričankou, která získala grandslamový titul bez rozdílu soutěže, včetně seniorské kategorie.
Tunisko reprezentovala na londýnských Letních olympijských hrách 2012, když do ženské dvouhry obdržela pozvání ve formě divoké karty od Mezinárodní tenisové federace. V úvodním kole nestačila na Němku Sabine Lisickou. O postupující rozhodl až závěr rozhodující sady. Zúčastnila se také Her XXXI. letní olympiády v Riu de Janeiru opět na divokou kartu, kde v úvodním kole dvouhry podlehla ruské tenistce Darje Kasatkinové ve třech setech.

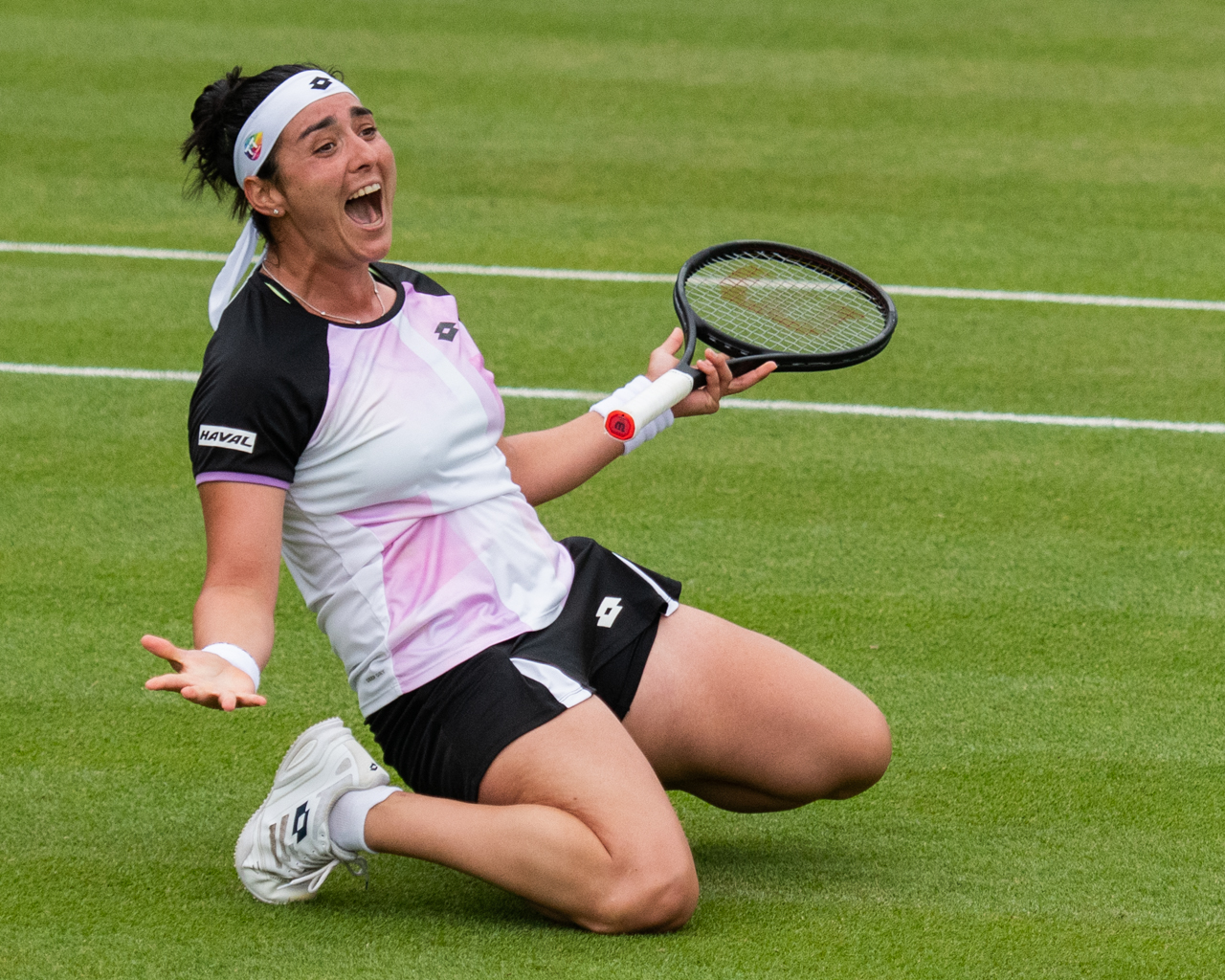
Emoce po výhře na Birmingham Classic 2021, kde se stala vůbec první Arabkou, která vyhrála turnaj WTA Tour ve dvouhře

Hráčku elitní světové desítky poprvé porazila ve druhém kole French Open 2017 výhrou nad slovenskou světovou sedmičkou Dominikou Cibulkovou. Podruhé se tak stalo v prvním zápase pekingského China Open 2018, kde jí po ztrátě úvodní sady skrečovala světová jednička Simona Halepová. Potřetí pak ve druhé fázi Kremlin Cupu 2018, když ztratila jen pět gamů s americkou světovou osmičkou Sloane Stephensovou. V červnu 2018 vyhrála turnaj ITF v Manchesteru.
Do premiérového finále okruhu WTA Tour postoupila na Kremlin Cupu 2018 v Moskvě, v němž ji přehrála 21letá Ruska Darja Kasatkinová po třísetovém průběhu. Stala se tak první Tunisankou v historii, která se probojovala do finále turnaje WTA.
Do Australian Open 2020 vstoupila překvapivou výhrou nad dvanáctou nasazenou Britkou Johannou Kontaovou. Následně vyřadila Francouzku Caroline Garciaovou. Třísetovou výhrou ve třetím kole nad Dánkou Caroline Wozniacká, ukončila profesionální kariéru soupeřky. V zápase dominovala ve vítězných míčích, jichž zahrála 43 oproti 9 winnerům Dánky. Stala se tak historicky první Arabkou ve čtvrtém kole grandslamové dvouhry. Tento rekord navýšila postupem do čtvrtfinále po vítězství nad dvacátou sedmou nasazenou Číňanku Wang Čchiang. V obou předchozích vzájemných duelech přitom nezískala ani jeden set, v lednové šenčenské přípravě uhrála pouze tři gemy. Mezi poslední osmičkou však nenašla recept na pozdější šampionku a světovou patnáctku Sofii Keninovou. Američanka dvousetovou výhrou navýšila aktivní bilanci vzájemných duelů na 4–1. Po třech předchozích výhrách vždy ovládla celý turnaj, což se stalo i počtvrté. Džabúrová postoupila do čtvrtfinále grandslamu jako první africký tenista od Maročana Hišáma Arázího na Australian Open 2004, respektive první Afričanka od Amandy Coetzerové na Australian Open 2001.
Na únorovém Dubai Tennis Championships 2020 podlehla ve druhé fázi pozdější vítězce Simoně Halepové, když nevyužila mečbol. Přes světovou trojku Karolínu Plíškovou postoupila na Qatar Total Open 2020 do čtvrtfinále, v němž nezvládla dvě zkrácené hry s Petrou Kvitovou.

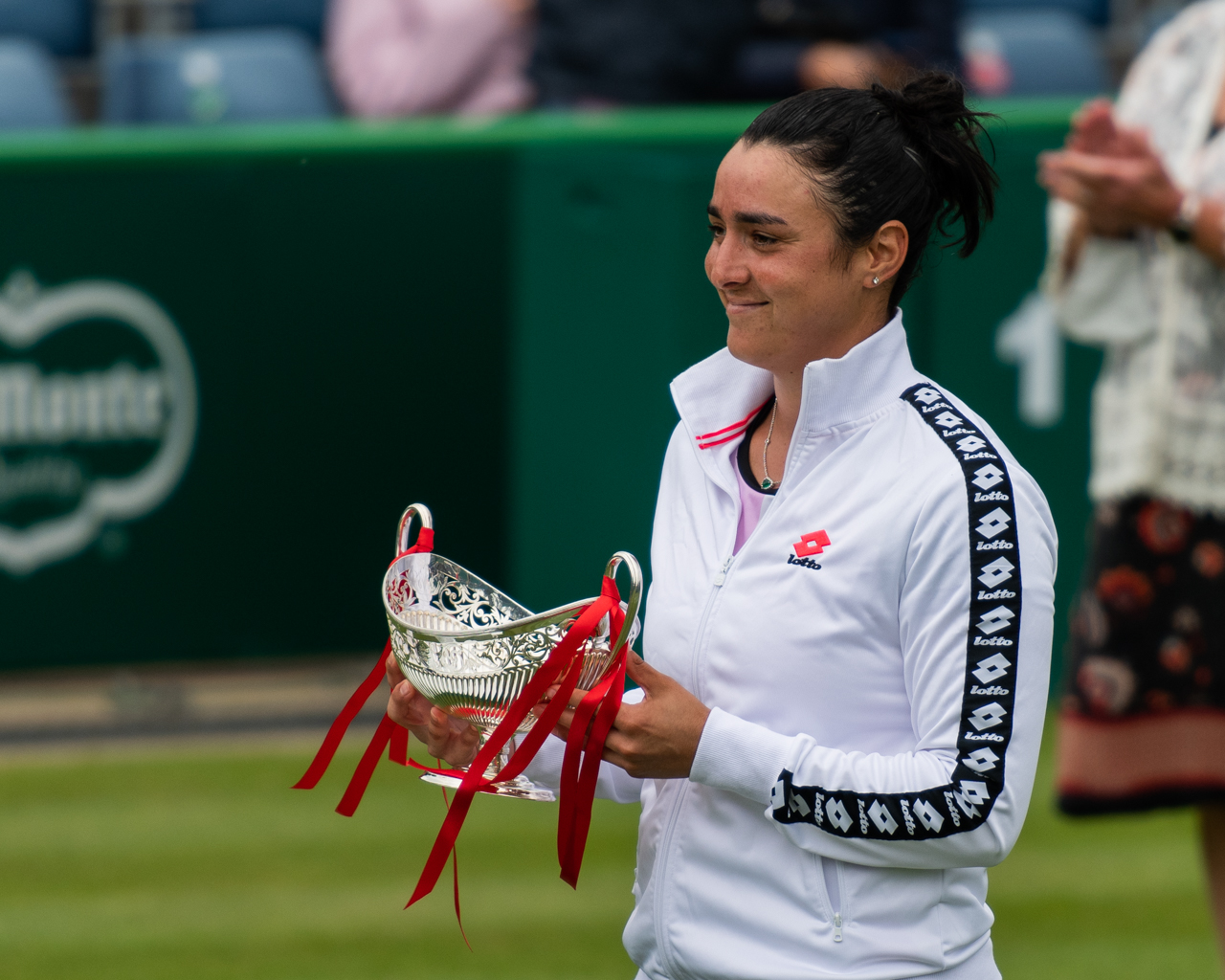
S pohárem Maud Watsonové po výhře na Birmingham Classic 2021

Do finále travnatého Viking Classic Birmingham 2021 postoupila přes Britku Heather Watsonovou. V něm pak zdolala třicátou pátou hráčku světa Darju Kasatkinovou po dvousetovém průběhu. Na okruhu WTA Tour tak jako první Arabka a Tunisanka získala singlový titul. Až ve třetím vzájemném zápase dokázala Kasatkinovou porazit. V obou předchozích duelech přitom byla blízko výhře, když na Letní olympiádě 2016 podávala na vítězství v zápase a ve finále Kremlin Cupu 2018 ztratila vedení 6–2 a 4–1.

### 2022: Světová dvojka a dvě grandslamová finále
Během antukového jara 2022 postoupila hned na třech velkých podnicích do finále. Na zelené antuce v Charlestonu jí cestou pavoukem do finále odebrala jediný set v semifinále Amanda Anisimovová, než v boji o titul nestačila po dvou a půl hodinách Belindu Bencicovou. Na Mutua Madrid Open přijížděla v pozici světové desítky. Ve třetím kole zvládla oplatila prohru Bencicové a ve čtvrtfinále zvládla duel s dvojnásobnou šampionkou turnaje Simonou Halepovou. Ani mezi poslední čtveřicí hráček ji nezastavila ruská kvalifikantka Jekatěrina Alexandrovová. Finálová výhra nad dvanáctou nasazenou Američankou Jessicou Pegulaovou znamenala, že se stala první Afričankou i Arabkou, která ovládla dvouhru v kategorii WTA 1000, včetně její předchůdkyně WTA Premier Mandatory a 5, respektive byla již i první takovou finalistkou. Po turnaji se vrátila na kariérní maximum, 7. místo žebříčku. Na navazujícím Internazionali BNL d'Italia v Římě postoupila do finále přes čtvrtou nasazenou Marii Sakkariovou a Darju Kasatkinovou, a to přestože proti Sakkariové prohrávala již 1–6 a 2–5 a proti Kasatkinové odvracela v závěru třetí sady mečbol. Její jedenáctizápasovou neporazitelnost ukončila polská světová jednička Iga Świąteková, která ji v závěrečném duelu dovolila uhrát jen čtyři gamy. V následné klasifikaci se poprvé posunula na 6. příčku. Na French Open tak přijížděla jako jedna z favoritek. V prvním kole ji však vyřadila Polka Magda Linetteová, proti které neudržela vedení o set a brejk.
Třetí kariérní titul získala na travnatém bett1open 2022, kde hrála jako turnajová jednička. Ve finále jí vzdala zápas ve druhém setu Bencicová. V novém vydání žebříčku se posunula na 3. místo. I přes odhlášení z Eastbourne po skončení postoupila až na druhou příčku. V eastbournské čtyřhře se stala její spoluhráčkou Serena Williamsová, která se na okruh vracela po téměř roční absenci. V prvním kole otočily utkání proti česko-španělskému páru Marie Bouzková a Sara Sorribesová Tormová, když v supertiebreaku odvrátily mečboly soupeřek. Před semifinálovým duelem z turnaje odstoupily kvůli zranění kolene Džabúrové.

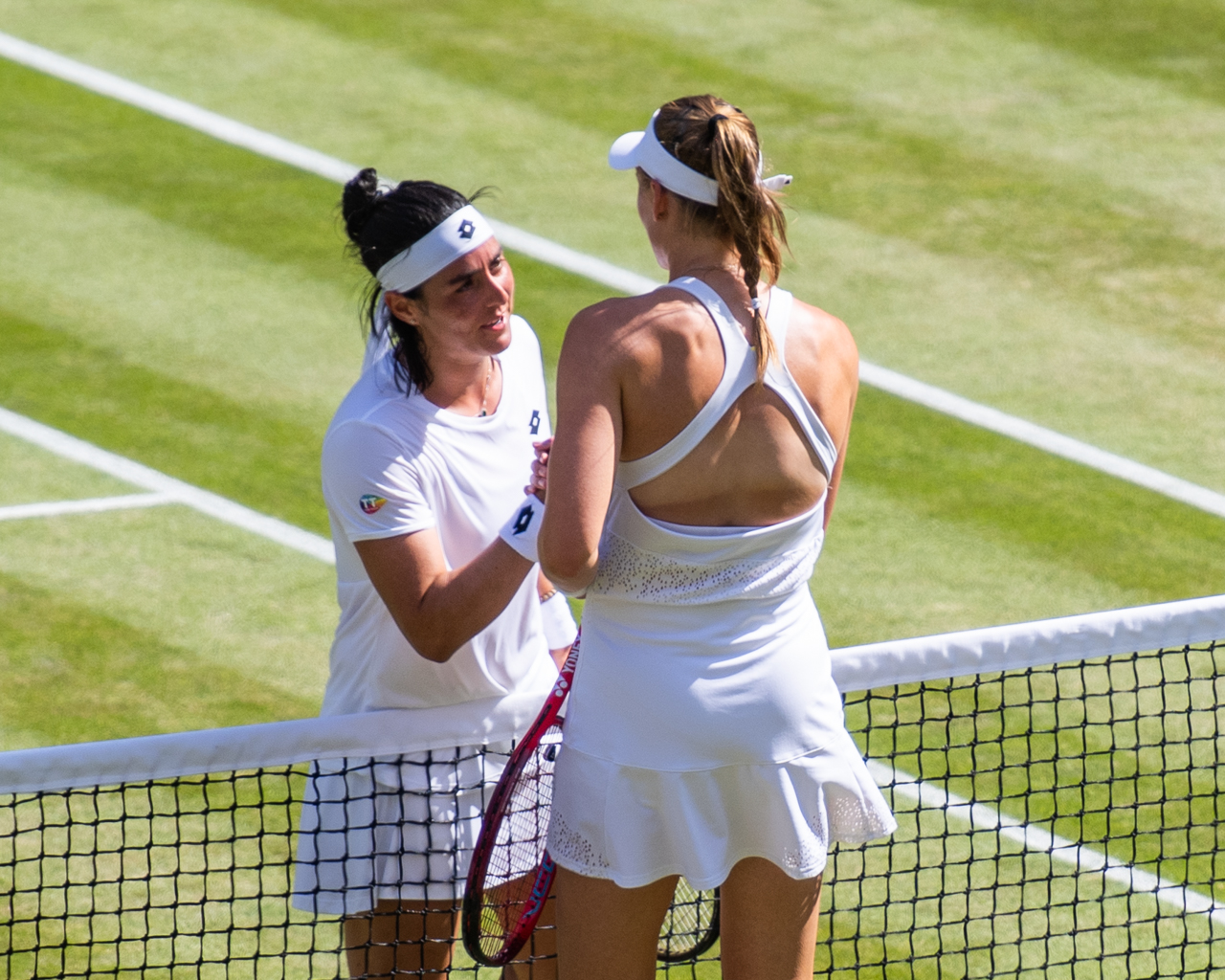
Jako poražená finalistka skončila ve Wimbledonu po prohře s Jelenou Rybakinovou

Ve Wimbledonu postoupila podruhé za sebou do čtvrtfinále, když tentokrát neztratila ani jeden set. Mezi poslední osmičkou otočila zápas proti Češce Marii Bouzkové, když po ztracené první sadě povolila soupeřce už pouhé dvě hry. V semifinále porazila překvapení londýnského majoru Němku Tatjanu Mariovou a stala se tak v otevřené éře první tuniskou, arabskou i africkou ženou ve finále grandslamové dvouhry. Ve Wimbledonu vylepšila arabské a severoafrické maximum, po otevření turnaje v roce 1968, Egypťana Ismaila El Shafeie, který si jako jediný zahrál čtvrtfinále v roce 1974. Ve 27 letech rovněž představovala nejstarší finálovou debutantku od Tauziatové v roce 1998. V boji o titul ji však přehrála Jelena Rybakinová ve třech sadách, přestože v úvodu přitom dominovala Tunisanka. Vzhledem k neudělování bodů do žebříčku WTA po turnaji klesla z druhé na pátou příčku.
Výhrou nad Australankou Ajlu Tomljanovićovou postoupila jako první Afričanka do semifinále US Open, čímž ve Flushing Meadows překonala jihoafrické čtvrtfinalistky Marynu Godwinovou a Amandu Coetzerovou. Mezi poslední čtveřicí hráček ukončila 13zápasovou šňůru výher Caroline Garciaové. Ve druhém grandslamovém finále v řadě nestačila na světovou jedničku Igu Świątekovou. Bodový zisk ji vrátil na kariérní maximum, 2. místo žebříčku, v němž však měla méně než polovinu bodů za vedoucí Świątekovou.
Na tuniském Jasmin Open Monastir plnila roli nejvýše nasazené a domácí favoritky. Ve čtvrtfinále nestačila na Claire Liuovou. Již 12. září získala jistotu premiérového startu na závěrečném Turnaji mistryň hraném v americkém Fort Worth. Ze základní skupiny nepostoupila poté, co nestačila na Sabalenkovou a Sakkariovou, a zvítězila pouze v utkání s Pegulaovou.

### 2023: Zranění a třetí grandslamové finále

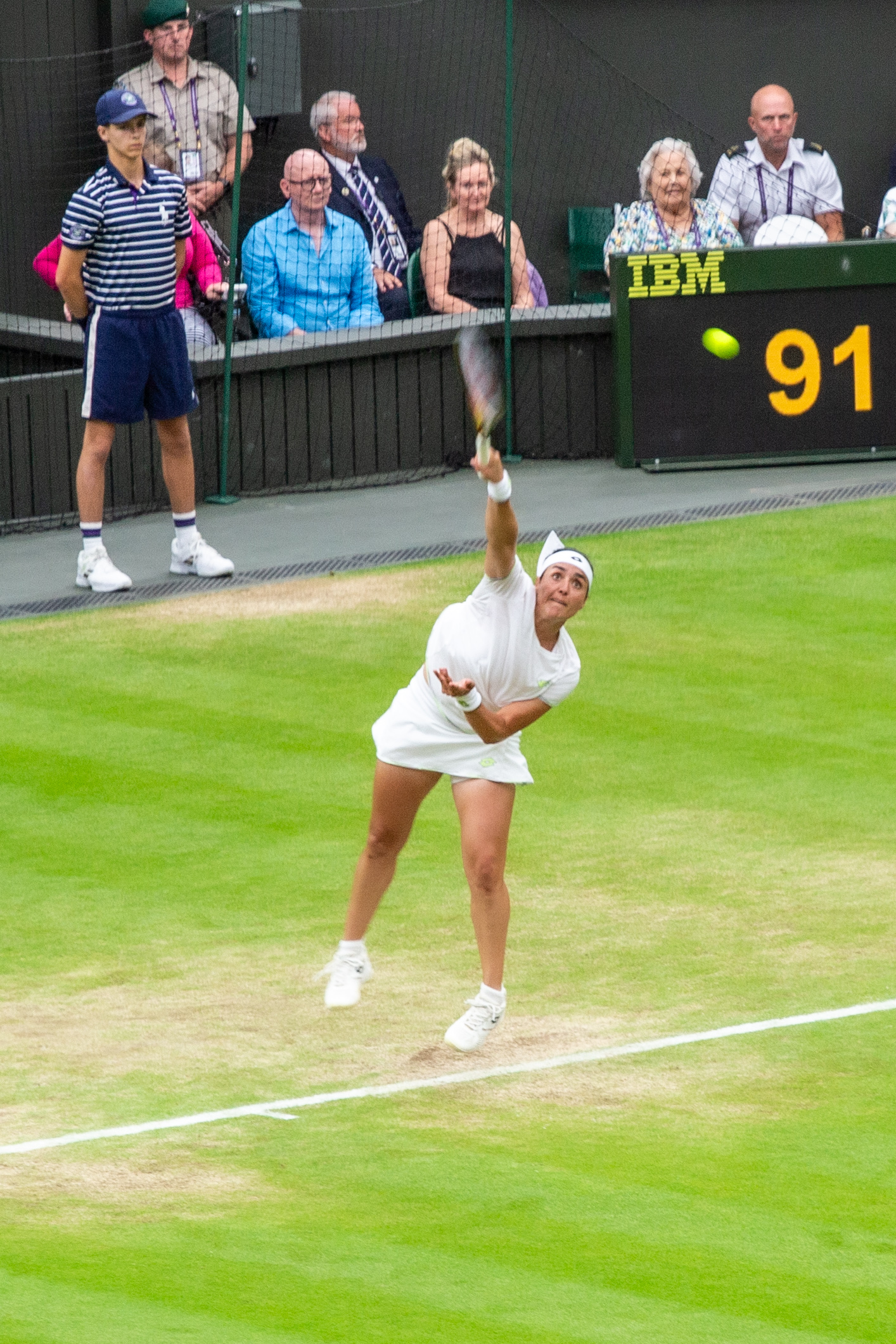
Servis ve Wimbledonu, z něhož odešla opět jako poražená finalistka, přestože na turnaji porazila tři hráčky z první světové desítky za sebou

Ročník otevřela semifinálovou účastí v Adelaide, kde nestačila na českou kvalifikantku Lindu Noskovou. Na raketě české tenistky dohrála i na Australian Open, kde ji ve druhém kole porazila Markéta Vondroušová. /o melbournském grandslamu podstoupila menší operační výkon, aniž by upřesnila zdravotní problém, kvůli němuž vynechala abraské turnaje na tvrdém povrchu. V Indian Wells ve třetím kole nestačila opět na Vondroušovou, z Miami odešla poražena již v úvodním zápase od Gračovové. Dočasné zlepšení formy přineslo Charleston Open na zelené antuce, kde v roli turnaje dvojky dokázala triumfovat bez ztráty setu. Ve finále zdolala repríze finálové utkání z předchozího roku Švýcarku Belindu Bencicovou. Ve vítězné vlně pokračovala ve Stuttgartu, kde přes Ostapenkovou a Haddad Maiovou postoupila do semifinále. To musela proti světové jedničce Świątekové skrečovat pro zranění levého lýtka, které si přivodila ve třetí výměně úvodního gamu. Zranění jí následně nedovolila účast na Madrid Open, kde měla obhajovat titul. Vrátila se tak až v Římě, kde ji po volném losu v prvním kole vyřadila Paula Badosová. Na French Open zkompletovala kariérní sbírku čtvrtfinálových účastí na grandslamech. Mezi poslední osmičkou prohrála se čtrnáctou nasazenou Beatriz Haddad Maiovou, přestože vyhrála první set potřetí v řadě úvodní set a ve druhém dějství ve zkrácené hře sahala po vítězství.
Ve Wimbledonu startovala jako šestá nasazená. Postupně na ní nestačily Polka Magdalena Fręchová, čínská kvalifikantka Paj Čuo-süanu i Kanaďanka Bianca Andreescuová, s níž ve třetí sadě prohrávala již 1–3 na gamy. V osmifinále deklasovala světovou devítkou Petrou Kvitovou a ve čtvrtfinále vyřadila v repríze finále obhájkyni triumfu Jelenu Rybakinovou. V semifinále opět otočila průběh se světovou dvojkou Arynou Sabalenkovou, proti níž prohrála o set brejk a Běloruska byla v závěru druhého setu pět míčů od vítězství. Stala první hráčkou od Wimbledonu 2012, která  vyřadila tři členky elitní světové desítky, a jako čtvrtá tenistka porazila na jediném grandslamu čtyři grandslamové šampionky. Jako první hráčka od finálových účastí Sereny Williamsové v letech 2018 a 2019 postoupila do boje o titul ve dvou navazujících ročnících. V boji o titul pak navzdory vedení o brejk v obou setech podlehla nenasazené Češce Markétě Vondroušové. Na závěrečném ceremoniálu uvedla, že se jedná o její nejbolestivější porážku v kariéře. Do finále vstupovala jako favoritka a případně vítězství chtěla věnovat celé Africe. Stejně jako Chris Evertová, Jana Novotná, Kim Clijstersová a Simona Halepová prohrála třetí kariérní grandslamová finále.
Na US Open i přes viditelnou nemoc zvládla koncovky utkání proti Kolumbijce Osoriové a Češkám Noskové a Bouzkové. Mezi poslední šestnáctkou jí vyřadila 20letá Číňanka Čeng Čchin-wen. První titul z tvrdého povrchu vybojovala na Ningbo Open, jejím prvním turnaji na území Číny do ledna 2020. Ve finále zdolala Dianu Šnajderovou. Cestou pavoukem nemusela čelit hráčce z první světové osmdesátky, když její nejvýše postavenou soupeřkou byla právě 85. hráčka hodnocení Šnajderová. 6. října se tak podruhé v kariéře kvalifikovala na závěrečný Turnaj mistryň, ten rok konaném v mexickém Cancúnu. V základní skupině, ve které s ní byly tři úřadující grandslamové šampionky – Iga Świąteková, Coco Gauffová a Markéta Vondroušová, utrpěla dva debakly, když se Świątekovou uhrála jenom tři hry a s Gauffovou dokonce jenom jeden game. Proti Vondroušové pak zvládla odvetu za wimbledonské finále a ve skupině obsadila třetí nepostupové místo. Sezónu ukončila na 6. místě hodnocení, tedy o čtyři pozici níže oproti začátku roku.

## Soukromý život

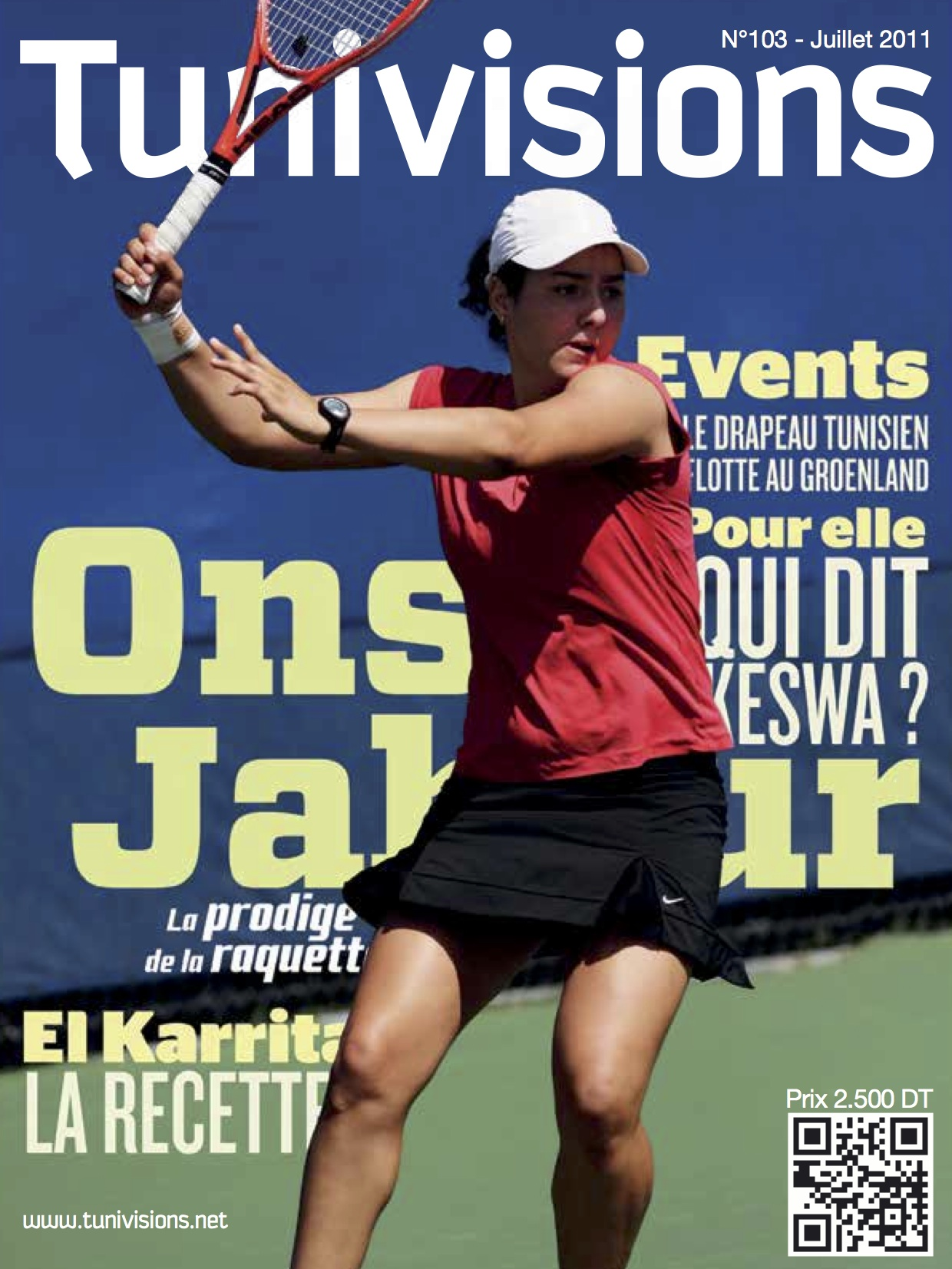
Džabúrová na obálce tuniského časopisu Tunivisions z července 2011 po triumfu na juniorce Roland-Garros

Narodila se roku 1994 v Ksar Hellalu, městě ležícím v monastirském guvernorátu na severovýchodě Tuniska. Jako muslimka a vrcholová sportovkyně začala na turnajích během ramadánu nedodržovat půst. V říjnu 2015, kdy jí bylo dvacet jedna let, se vdala za rusko-tuniského šermíře Karima Kamouna, jenž se v sezóně 2017 stal jejím kondičním trenérem. Hovoří arabsky, anglicky a francouzsky.
Před French Open 2017, kde vyhrála první zápasy v hlavní soutěži majorů, se zařadila mezi dvanáct tenistů, kteří obdrželi mezinárodní grandslamový grant od Rozvojového grandslamového fondu. V listopadu 2019 se v Londýně stala Arabkou roku mezi sportovkyněmi, v anketě pořádané London Arabia Organisation.
V závěru sezóny 2020 uzavřela sponzorskou smlouvu s aerolinkami Qatar Airways.

## Finále na Grand Slamu

### Ženská dvouhra: 3 (0–3)
| Stav       | rok  | turnaj    | povrch | soupeřka ve finále  | výsledek      |
| ---------- | ---- | --------- | ------ | ------------------- | ------------- |
| Finalistka | 2022 | Wimbledon | tráva  | Jelena Rybakinová   | 6–3, 2–6, 2–6 |
| Finalistka | 2022 | US Open   | tvrdý  | Iga Świąteková      | 2–6, 6–7(5–7) |
| Finalistka | 2023 | Wimbledon | tráva  | Markéta Vondroušová | 4–6, 4–6      |

## Finále na okruhu WTA Tour
| Legenda                                          |                          |
| D – dvouhra; Č – čtyřhra                         | D – dvouhra; Č – čtyřhra |
| ------------------------------------------------ | ------------------------ |
| Grand Slam (0–3 D)                               |                          |
| Turnaj mistryň (0)                               |                          |
| Premier Mandatory & Premier 5 / WTA 1000 (1–1 D) |                          |
| Premier / WTA 500 (2–3 D)                        |                          |
| International / WTA 250 (2–1 D, 0–1 Č)           |                          |

### Dvouhra: 13 (5–8)
| Stav       | č. | datum             | turnaj                                | kategorie  | povrch     | soupeřka ve finále  | výsledek           |
| ---------- | -- | ----------------- | ------------------------------------- | ---------- | ---------- | ------------------- | ------------------ |
| Finalistka | 1. | 20. října 2018    | Moskva, Rusko                         | Premier    | tvrdý (h)  | Darja Kasatkinová   | 6–2, 6–7(3–7), 4–6 |
| Finalistka | 2. | 18. dubna 2021    | Charleston, Spojené státy             | WTA 250    | antuka (z) | Astra Sharmaová     | 6–2, 5–7, 1–6      |
| Vítězka    | 1. | 20. června 2021   | Birmingham, Spojené království        | WTA 250    | tráva      | Darja Kasatkinová   | 7–5, 6–4           |
| Finalistka | 3. | 3. října 2021     | Chicago, Spojené státy                | WTA 500    | tvrdý      | Garbiñe Muguruzaová | 6–3, 3–6, 0–6      |
| Finalistka | 4. | 10. dubna 2022    | Charleston, Spojené státy             | WTA 500    | antuka (z) | Belinda Bencicová   | 1–6, 7–5, 4–6      |
| Vítězka    | 2. | 7. května 2022    | Madrid, Španělsko                     | WTA 1000   | antuka     | Jessica Pegulaová   | 7–5, 0–6, 6–2      |
| Finalistka | 5. | 15. května 2022   | Řím, Itálie                           | WTA 1000   | antuka     | Iga Świąteková      | 2–6, 2–6           |
| Vítězka    | 3. | 19. června 2022   | Berlín, Německo                       | WTA 500    | tráva      | Belinda Bencicová   | 6–3, 2–1skreč      |
| Finalistka | 6. | 9. července 2022  | Wimbledon, Londýn, Spojené království | Grand Slam | tráva      | Jelena Rybakinová   | 6–3, 2–6, 2–6      |
| Finalistka | 7. | 10. září 2022     | US Open, New York, Spojené státy      | Grand Slam | tvrdý      | Iga Świąteková      | 2–6, 6–7(5–7)      |
| Vítězka    | 4. | 9. dubna 2023     | Charleston, Spojené státy             | WTA 500    | antuka (z) | Belinda Bencicová   | 7–6(8–6), 6–4      |
| Finalistka | 8. | 15. července 2023 | Wimbledon, Londýn, Spojené království | Grand Slam | tráva      | Markéta Vondroušová | 4–6, 4–6           |
| Vítězka    | 5. | 30. září 2023     | Ning-po, Čína                         | WTA 250    | tvrdý      | Diana Šnajderová    | 6–2, 6–1           |

### Čtyřhra: 1 (0–1)
| Stav       | č. | datum           | turnaj                         | kategorie | povrch | spoluhráčka    | soupeřky ve finále            | výsledek         |
| ---------- | -- | --------------- | ------------------------------ | --------- | ------ | -------------- | ----------------------------- | ---------------- |
| Finalistka | 1. | 20. června 2021 | Birmingham, Spojené království | WTA 250   | tráva  | Ellen Perezová | Marie Bouzková Lucie Hradecká | 4–6, 6–2, [8–10] |

## Finále na okruhu ITF
| Dotace turnajů okruhu ITF | Dotace turnajů okruhu ITF |
| ------------------------- | ------------------------- |
| 100 000 $ tournaments     | 80 000 $ tournaments      |
| 75 000 $ tournaments      | 60 000 $ tournaments      |
| 50 000 $ tournaments      | 25 000 $ tournaments      |
| 15 000 $ tournaments      | 10 000 $ tournaments      |

### Dvouhra: 15 (13–2)
| Stav       | č.  | datum             | turnaj                         | povrch    | soupeřka ve finále       | výsledek           |
| ---------- | --- | ----------------- | ------------------------------ | --------- | ------------------------ | ------------------ |
| Vítězka    | 1.  | 26. dubna 2010    | Antalya, Turecko               | antuka    | Sandra Zaniewská         | 2–1skreč           |
| Vítězka    | 2.  | 19. července 2010 | Casablanca, Maroko             | antuka    | Anna Morginová           | 7–5, 6–3           |
| Vítězka    | 3.  | duben 2013        | Tunis, Tunisko                 | antuka    | Sara Sorribesová Tormová | 6–3, 6–2           |
| Vítězka    | 4.  | květen 2013       | Fukuoka, Japonsko              | tráva     | An-Sophie Mestachová     | 7–6(7–2), 6–2      |
| Vítězka    | 5.  | září 2013         | Kurume, Japonsko               | tráva     | An-Sophie Mestachová     | 6–0, 6–2           |
| Vítězka    | 6.  | říjen 2013        | Saguenay, Kanada               | tvrdý (h) | Coco Vandewegheová       | 6–7(0–7), 6–0, 6–3 |
| Vítězka    | 7.  | květen 2014       | Tunis, Tunisko                 | antuka    | Valeria Savinychová      | 6–3, 7–6(7–4)      |
| Finalistka | 1.  | srpen 2014        | Landisville, Spojené státy     | tvrdý     | Paula Kaniová            | 7–5, 3–6, 4–6      |
| Finalistka | 2.  | říjen 2014        | Nantes, Francie                | tvrdý (h) | Kateřina Siniaková       | 5–7, 2–6           |
| Vítězka    | 8.  | leden 2016        | Daytona Beach, Spojené státy   | antuka    | Olga Fridmanová          | 0–6, 6–2, 6–4      |
| Vítězka    | 9.  | leden 2016        | Sunrise, Spojené státy         | antuka    | Anna Tatišviliová        | 3–6, 6–2, 6–1      |
| Vítězka    | 10. | květen 2016       | Tunis, Tunisko                 | antuka    | Romina Oprandiová        | 1–6, 6–2, 6-2      |
| Vítězka    | 11. | červen 2018       | Manchester, Spojené království | tráva     | Sara Sorribesová Tormová | 6–2, 6–1           |

### Čtyřhra: 2 (1–1)
| Stav       | č. | datum         | turnaj             | povrch | spoluhráčka       | soupeřky ve finále                 | výsledek         |
| ---------- | -- | ------------- | ------------------ | ------ | ----------------- | ---------------------------------- | ---------------- |
| Finalistka | 1. | říjen 2009    | Monastír, Tunisko  | tvrdý  | Nour Abbèsová     | Elise Tamaëlová Nicole Thijssenová | 1–6, 7–5, [4–10] |
| Vítězka    | 1. | červenec 2010 | Casablanca, Maroko | antuka | Katarína Baranová | Galina Fokinová Anna Morginová     | 6–3, 6–3         |

## Finále na juniorském Grand Slamu

### Dvouhra juniorek: 2 (1–1)
| Stav       | rok  | turnaj      | povrch | soupeřka ve finále | výsledek       |
| ---------- | ---- | ----------- | ------ | ------------------ | -------------- |
| Finalistka | 2010 | French Open | antuka | Elina Svitolinová  | 2–6, 5–7       |
| Vítězka    | 2011 | French Open | antuka | Mónica Puigová     | 7–6(10–8), 6–1 |

## Arabské milníky tenisové kariéry
| Ons Džabúrová jako první Arabka            | Ons Džabúrová jako první Arabka |
| ------------------------------------------ | ------------------------------- |
| vyhrála juniorku grandslamu                | French Open 2011                |
| postoupila do 3. kola grandslamu           | French Open 2017                |
| postoupila do finále turnaje na okruhu WTA | Kremlin Cup 2018                |
| postoupila do čtvrtfinále grandslamu       | Australian Open 2020            |
| postoupila do čtvrtfinále Wimbledonu       | Wimbledon 2021                  |
| vyhrála singlový turnaj na okruhu WTA Tour | Birmingham Classic 2021         |
| figurovala v Top 70 žebříčku WTA           | na 62. místě 22. října 2018     |
| figurovala v Top 10 žebříčku WTA           | na 8. místě 18. října 2021      |
| vyhrála dvouhru WTA 1000 (od 2009)         | na Mutua Madrid Open 2022       |

## Chronologie výsledků na Grand Slamu

### Dvouhra
| Turnaj          | 2012 | 2013 | 2014    | 2015    | 2016 | 2017    | 2018    | 2019    | 2020    | 2021    | 2022    | 2023    | 2024    | 2025    | SR     | V–P   |
| --------------- | ---- | ---- | ------- | ------- | ---- | ------- | ------- | ------- | ------- | ------- | ------- | ------- | ------- | ------- | ------ | ----- |
| Australian Open | A    | A    | A       | 1. kolo | A    | 3Q      | 1. kolo | 1. kolo | ČF      | 3. kolo | A       | 2. kolo | 2. kolo | 3. kolo | 0 / 8  | 10–8  |
| French Open     | 2Q   | A    | 1Q      | 2Q      | A    | 3. kolo | 2Q      | 1. kolo | 4. kolo | 4. kolo | 1. kolo | ČF      | ČF      | 1. kolo | 0 / 8  | 16–8  |
| Wimbledon       | A    | 1Q   | 3Q      | A       | 1Q   | 1. kolo | 2. kolo | 1. kolo | NH      | ČF      | F       | F       | 3. kolo | 1. kolo | 0 / 8  | 19–8  |
| US Open         | A    | 1Q   | 1. kolo | 1Q      | 1Q   | 2. kolo | 1. kolo | 3. kolo | 3. kolo | 3. kolo | F       | 4. kolo | A       | A       | 0 / 8  | 16–8  |
| výhry–prohry    | 0–0  | 0–0  | 0–1     | 0–1     | 0–0  | 3–3     | 1–3     | 2–4     | 9–3     | 11–4    | 12–3    | 14–4    | 7–3     | 2–3     | 0 / 32 | 61–32 |

| Legenda | Legenda                                   | Legenda | Legenda                     |
| ------- | ----------------------------------------- | ------- | --------------------------- |
| SR      | poměr vyhraných turnajů ku všem odehraným | W–L V–P | výhry–prohry                |
| NH      | daný rok se turnaj nekonal                | A       | turnaje se hráč nezúčastnil |
| 1Q / LQ | prohra v (kole) kvalifikace               | 1k / 1R | prohra v daném kole turnaje |
| QF / ČF | prohra ve čtvrtfinále                     | SF      | prohra v semifinále         |
| F       | prohra ve finále                          | Vítěz   | vítězství v turnaji         |